# Bahnhof Kunitachi
Der Bahnhof Kunitachi (jap. 国立駅, Kunitachi-eki) ist ein Bahnhof auf der japanischen Insel Honshū. Er wird von der Bahngesellschaft JR East betrieben und befindet sich in der Präfektur Tokio auf dem Gebiet der Stadt Kunitachi.

## Verbindungen
Kunitachi ist ein Trennungsbahnhof an der von JR East betriebenen Chūō-Schnellbahnlinie von Tokio über Shinjuku und Hachiōji nach Takao, deren Gleise in diesem Bereich identisch mit jenen der Chūō-Hauptlinie sind. Hier halten Kaisoku-Eilzüge und Kakueki-teisha-Nahverkehrszüge auf der Chūō-Schnellbahnlinie, was während der Hauptverkehrszeit eine Zugfolge von nur zwei Minuten ergibt. Tagsüber werden neun Züge je Stunde und Richtung angeboten. Alle übrigen Eil- und Schnellzüge fahren hier ohne Halt durch. Der Nahverkehrszug Musashino (むさしの) verkehrt dreimal täglich zunächst von Hachiōji über Tachikawa nach Kunitachi, erreicht dann über eine Güterzweigstrecke die Musashino-Linie und befährt diese bis Ōmiya.
Auf dem südlichen Bahnhofsvorplatz befinden sich mehrere Bushaltestellen, die von zwei Dutzend Linien der Gesellschaften Keiō Dentetsu Bus, Keiō Bus Chūō, Tachikawa Bus und Kunikko bedient werden. Zwölf weitere Linien von Tachikawa Bus, Kunikko und Bunbus verkehren vom nördlichen Vorplatz aus.

## Anlage
Der Bahnhof steht im zentralen Stadtteil Itchōme auf einem Viadukt. Er ist von Osten nach Westen ausgerichtet und besitzt drei Gleise, die alle dem Personenverkehr dienen. Diese liegen an einem Mittelbahnsteig und an einem Seitenbahnsteig an der Südseite der Anlage, die beide überdacht sind. Das Empfangsgebäude ist unter dem Viadukt angeordnet und von beiden Seiten her zugänglich. Etwa einen halben Kilometer südlich des Bahnhofs befindet sich der Campus der Hitotsubashi-Universität.
Im Fiskaljahr 2018 nutzten durchschnittlich 54.049 Fahrgäste täglich den Bahnhof.

## Bilder

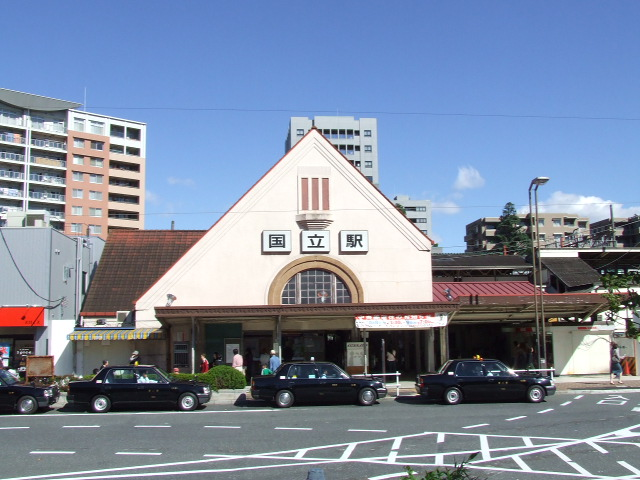
Südliches Empfangsgebäude vor dem Abbruch (2006)
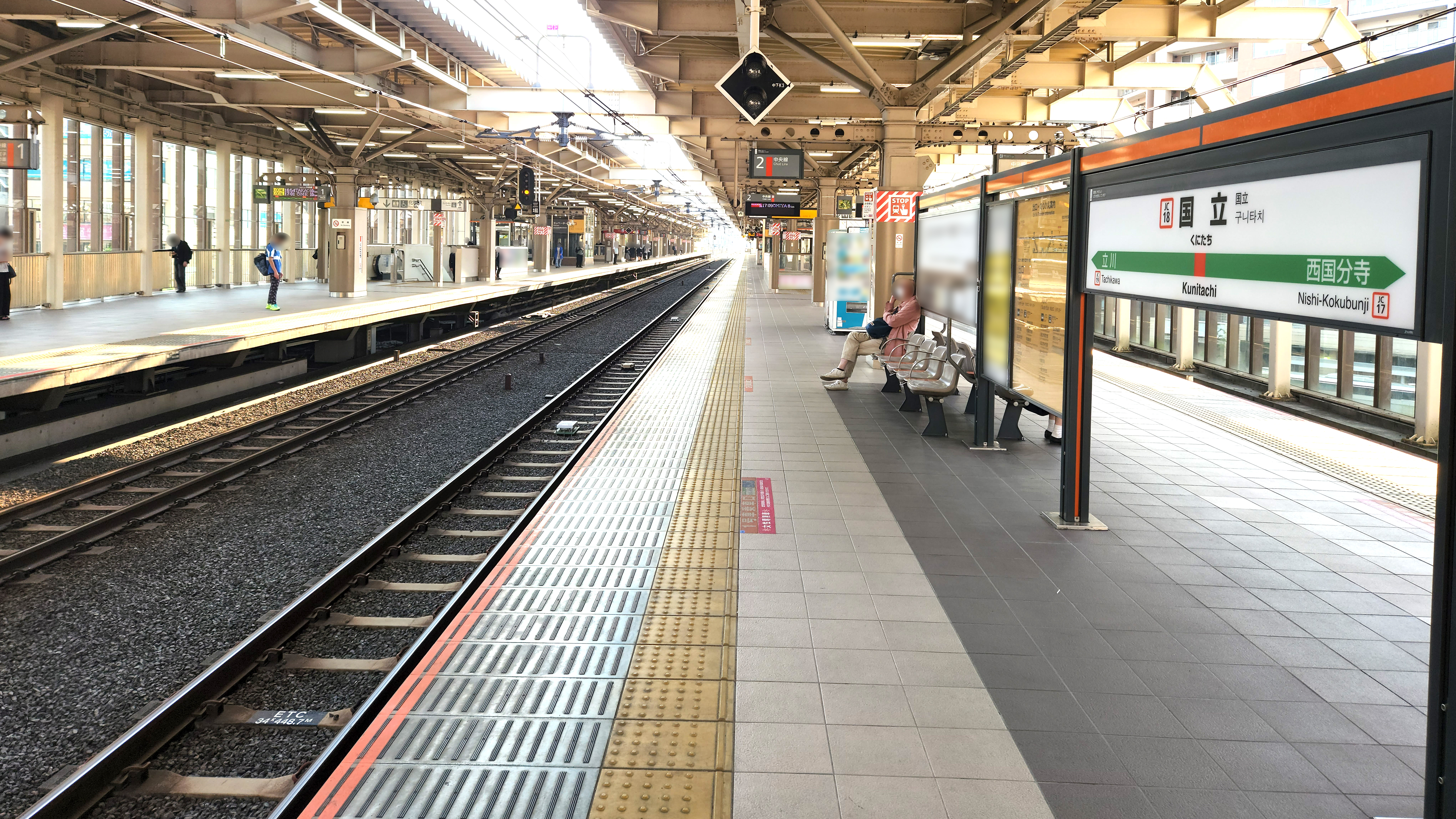
Blick auf die Bahnsteige
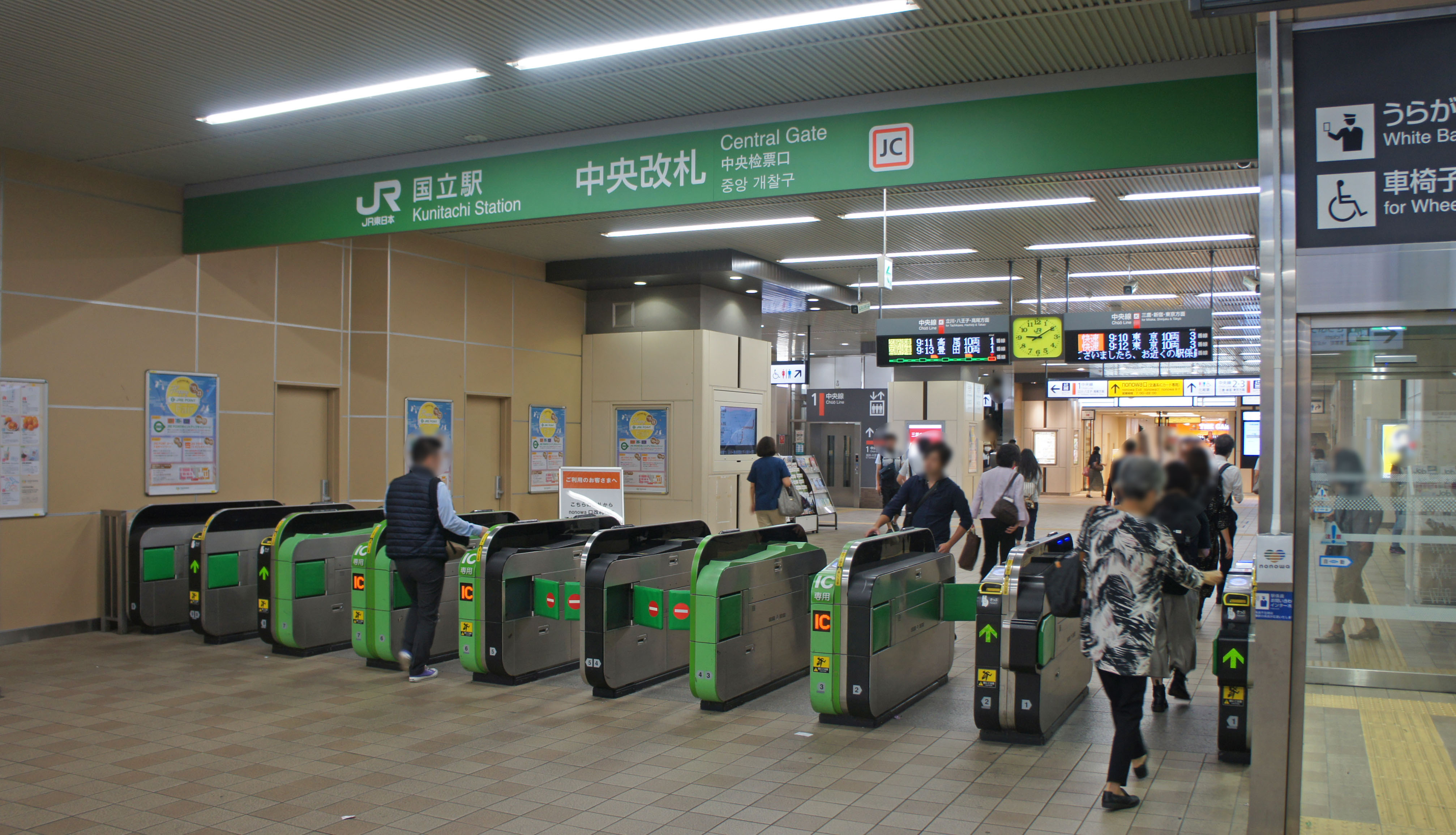
Bahnsteigsperren
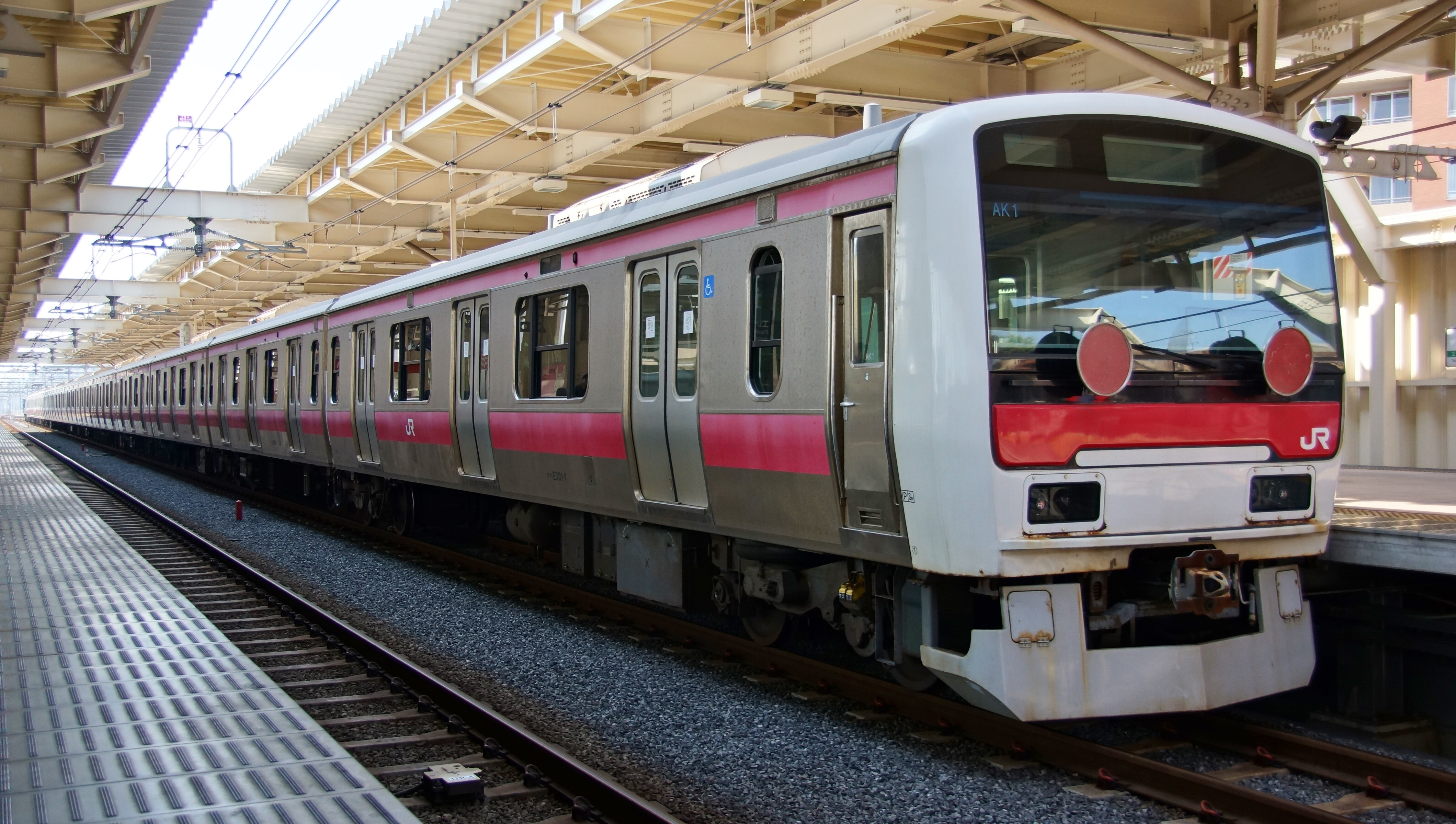
Triebzug der Baureihe E331

## Gleise
| 1     | ▉ Chūō-Schnellbahnlinie | Tachikawa • Hachiōji • Takao       |
| 2 • 3 | ▉ Chūō-Schnellbahnlinie | Mitaka • Nakano • Shinjuku • Tokio |

## Linien
| Verlauf der Chūō-Schnellbahnlinie |
| --- |
| Tokyo –Kanda • Ochanomizu • Yotsuya • Shinjuku • Nakano • Kōenji • Asagaya • Ogikubo • Nishi-Ogikubo • Kichijōji • Mitaka • Musashi-Sakai • Higashi-Koganei • Musashi-Koganei • Kokubunji • Nishi-Kokubunji • Kunitachi • Tachikawa • Hino • Toyoda • Hachiōji • Nishi-Hachiōji • Takao |

## Geschichte

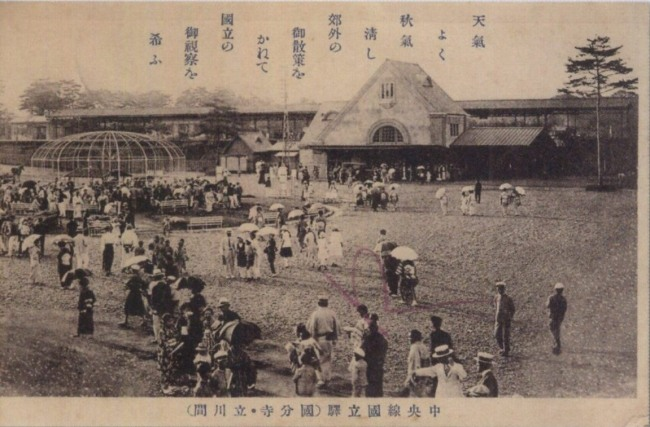
Bahnhof Kunitachi auf einer Postkarte von 1926

Die Chūō-Hauptlinie war bereits 1889 durch die private Bahngesellschaft Kōbu Tetsudō eröffnet worden, doch fuhren die Züge hier zunächst fast vier Jahrzehnte lang ohne Halt durch. 1925 begann die Hitotsubashi-Universität, aufgrund der Zerstörungen durch das Große Kantō-Erdbeben ihre Einrichtungen vom Stadtzentrum Tokios in die Nähe des Dorfes Yaho zu verlegen. Um den neu entstehenden Campus zu erschließen, ließ das Immobilienunternehmen Kokudo einen neuen Bahnhof errichten und stellte ihn dem Eisenbahnministerium zur Verfügung. Die Inbetriebnahme erfolgte am 1. April 1926. Ein Jahr später war auch der Umzug der Universität abgeschlossen. Der Name Kunitachi setzt sich aus den jeweils ersten Kanji-Zeichen der umliegenden Bahnhöfe Kokubunji (国分寺) und Tachikawa (立川) zusammen. Am 15. Oktober 1928 baute das Eisenbahnministerium die Chūō-Hauptlinie zwischen Nakano und Kunitachi zweigleisig aus, am 1. März 1929 reichte die Doppelspur weiter bis nach Tachikawa. Vier Tage später erfolgte die Aufnahme des elektrischen Betriebs. Als die Gemeinde Yaho im Jahr 1951 den Status einer Stadt erhielt, benannte sie sich nach dem Bahnhof um.
1959 errichtete die Japanische Staatsbahn ein zusätzliches Empfangsgebäude an der Nordseite, am 25. Oktober 1962 stellte sie den Güterumschlag ein. Zu Versuchszwecken installierte sie hier am 20. März 1970 die erste automatische Bahnsteigsperre Japans. Im Rahmen der Staatsbahnprivatisierung ging der Bahnhof am 1. April 1987 in den Besitz der neuen Bahngesellschaft JR East über. Im Juni 2003 begann die Verlegung des bisher ebenerdigen Bahnhofs auf einen Viadukt. Die Arbeiten zogen sich über mehr als neun Jahre hin und waren am 16. Dezember 2012 abgeschlossen; dabei musste das nördliche Empfangsgebäude abgerissen werden. Das südliche Empfangsgebäude von 1926 hingegen war im Jahr 1998 unter Denkmalschutz gestellt worden. JR East trug das Bauwerk im Oktober 2006 Stück für Stück ab und lagerte die Bestandteile ein, wobei die Stadt Kunitachi die Kosten dafür übernahm. Die Rekonstruktion verzögerte sich aus rechtlichen Gründen um mehrere Jahre. Sie begann im September 2019 und soll Ende 2020 abgeschlossen werden. Anschließend soll das Gebäude als Touristeninformationszentrum verwendet werden.